# Cheimarrichthys
Cheimarrichthys is een monotypisch geslacht van straalvinnige vissen uit de familie van Nieuw-Zeelandse krokodilvissen (Cheimarrichthyidae).

## Soort
- Cheimarrichthys fosteri Haast, 1874